# Anselm von Rothschild
Pour les autres membres de la famille, voir Famille Rothschild.
Le baron Anselm Salomon von Rothschild, né le 29 janvier 1803 à Francfort-sur-le-Main et mort le 27 juillet 1874 à Vienne, est un banquier autrichien. Un membre de la branche viennoise de la dynastie banquière des Rothschild, c'est le fondateur de l’Österreichische Credit-Anstalt für Handel und Gewerbe.

## Biographie

### Vie familiale

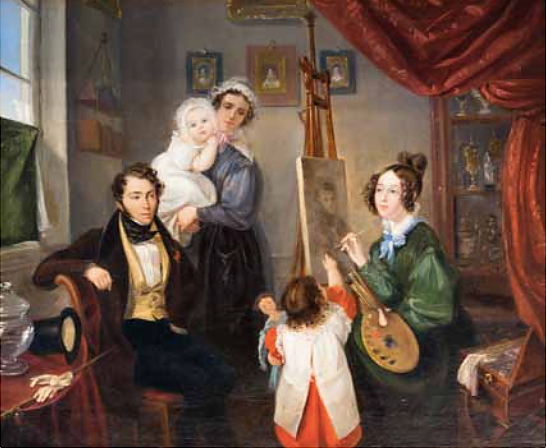
La famiile d'Anselm von Rothschild, peinture de son épouse Charlotte (1838).

Né à Francfort, il est le seul fils du baron Salomon Mayer von Rothschild (1774-1855) et de son épouse Caroline Stern (1782–1854). En 1821, son père avait créé une banque à Vienne ; il est bientôt devenu l'un des principaux financiers de l'empire d'Autriche.
Anselm Salomon von Rothschild épouse, en 1826, Charlotte von Rothschild (1807-1859), fille aînée de son oncle Nathan Mayer Rothschild (1777-1836), de la branche londonienne de la famille. Sa sœur Betty se marie à James de Rothschild, fondateur de la branche de Paris.
L'union d'Anselm et de Charlotte von Rothschild donna naissance à huit enfants :
- Mayer Anselm Leon von Rothschild (1827-1828) ;
- Caroline Julie Anselm von Rothschild (1830-1907), "Julie", épouse d'Adolph Carl von Rothschild (1823–1900), dernier membre de la lignée Rothschild de Naples ;
- Mathilde Hannah von Rothschild (en) (1832-1924), épouse de Wilhelm Carl von Rothschild (1828–1901), dernier membre de la lignée masculine de la branche allemande ;
- Sarah Luisa von Rothschild (1834-1924), épouse du baron Raimondo Franchetti (en) (1829–1905) ;
- Nathaniel Anselm von Rothschild (en), (1836-1905), mécène ;
- Ferdinand de Rothschild (1839-1898), bâtisseur du Waddesdon Manor en Angleterre ;
- Albert Salomon von Rothschild (en) (1844-1911), banquier ;
- Alice de Rothschild (1847-1922), botaniste et personnalité de la ville de Grasse.

### Carrière

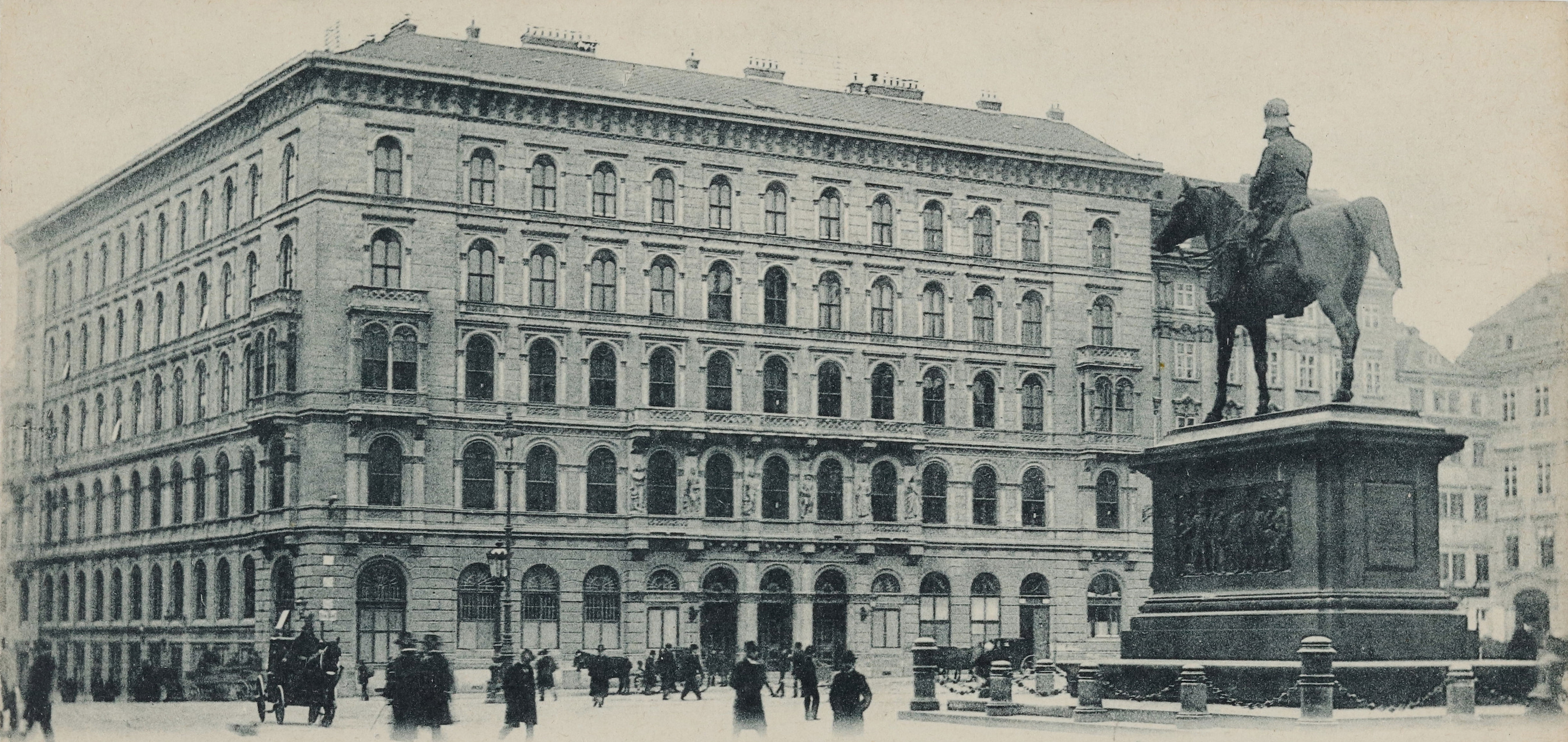
Le bâtiment principal du Credit-Anstalt, vers 1900.

Après la mort de son père le 28 juillet 1855 à Paris, Anselm, son héritier, a fait de la banque privée S. M. v. Rothschild le kk privilegierte Österreichische Credit-Anstalt für Handel und Gewerbe, sur le modèle du Crédit mobilier français. Cette banque commerciale est devenue la plus grande banque de la monarchie autrichienne.
Dans les années 1860, Anselm s'est progressivement retiré de l'activité bancaire, en faveur de son fils cadet Albert et des personnes de confiance comme Max von Gomperz. À la place, il a participé à l'entreprise ferroviaire de la Sudbahn exploitant la ligne entre Vienne et Trieste. Il a rejeté la guerre austro-prussienne de 1866 et a refusé soutenir financièrement un des côtés.
Philanthrope, il a fondé l'hôpital Rothschild de Vienne en 1869. Il était aussi un collectionneur de premier plan de l'art, citoyen d'honneur de Vienne, et un membre de la chambre des seigneurs du Reichsrat nommé par l'empereur François-Joseph Ier en 1861.